# Polystachya fusiformis
Espèce
Synonymes
- Dendrobium fusiforme Thouars[1]
- Dendrorchis minutiflora Kuntze[1]
- Dendrorkis minutiflora (Ridl.) Kuntze[1]
- Polystachya fusiformis var. purpurascens Cordem.[1]
- Polystachya minutiflora Ridl.[1]

Polystachya fusiformis est une espèce de plantes de la famille des Orchidées et du genre Polystachya, présente dans plusieurs pays d'Afrique tropicale.